# Zelanophilus provocator
Zelanophilus provocator är en mångfotingart som först beskrevs av Pocock R.I. 1891.  Zelanophilus provocator ingår i släktet Zelanophilus och familjen storjordkrypare. Inga underarter finns listade i Catalogue of Life.